# Zombi!
Zombi! – pierwszy singel Lao Che z albumu Soundtrack. Wydany 3 października 2012 roku za pośrednictwem Trzeciego Programu Polskiego Radia, później również na oficjalnej stronie zespołu.
Utwór zadebiutował na 20. miejscu na Liście Przebojów Programu Trzeciego.

## Notowania
| Lista (2012)                       | Najwyższa pozycja |
| ---------------------------------- | ----------------- |
| Lista Przebojów Programu Trzeciego | 1                 |
| Szczecińska Lista Przebojów        | 1                 |